# Marktschwärmer
Marktschwärmer ist ein Konzept für die Vermarktung regionaler Lebensmittel, das im Jahr 2011 in Frankreich entwickelt wurde und moderne Bauernmärkte organisiert. Marktschwärmer als Unternehmen stellt die Online-Plattform zur Verfügung, die einen direkten Vertriebsweg für kleine Erzeuger schafft und Verbraucher den transparenten Zugang zu regionalen Produkten ermöglicht.

## Begriff
In Frankreich wurde 2011 das Unternehmen La Ruche qui dit Oui gegründet. Die Übersetzung des französischen Begriffs La Ruche ins Deutsche bedeutet so viel wie Schwarm oder Bienenstock. International heißt das Konzept seit 2014 Food Assembly, in Deutschland wurde es 2017 in „Marktschwärmer“ umbenannt.

## Verbreitung
Das Unternehmen organisiert ein Netzwerk, über das ausschließlich regionale Lebensmittel angeboten werden. Es hat sich zum Ziel gesetzt, Erzeuger und Verbraucher wieder näher zusammenzubringen. Das Geschäftsmodell basiert auf einer Kombination aus Onlineshop und Bauernmarkt. Über die Plattform werden Produkte im Voraus bestellt und bezahlt. Entgegengenommen wird der Einkauf zum Beispiel einmal wöchentlich bei der jeweiligen Abholstelle.
Die Entfernung zwischen Erzeuger und Verteilungspunkt wird von den Teilnehmern bestimmt. und beträgt im Durchschnitt 40 km. Der Verkauf findet im Wochenrhythmus statt. Einmal in der Woche bestellen die Mitglieder über die Website Lebensmittel aus der Region. Nach Verkaufsschluss findet zwei Tage später die örtliche Verteilung statt. Erzeuger oder Gastgeber sind dann für 2 Stunden persönlich vor Ort, sodass neben dem Verkauf ein persönlicher Kontakt zwischen Mitgliedern und Erzeugern entstehen kann.
2014 wurde das Konzept nach Großbritannien übertragen, wo die Firma als „Food Assembly“ auftritt. Es folgten Spanien, Italien, Belgien, Niederlande und Deutschland. In Deutschland zeichnet die Firma Equanum GmbH für den Internetauftritt verantwortlich. Die erste Marktschwärmerei in der Schweiz eröffnete im Dezember 2016 in der Markthalle Basel. Insgesamt gab es 2016 in Europa über 1200 örtliche Verteilungspunkte, davon allein 800 in Frankreich. Einige Initiativen haben mehrere hundert Mitglieder. Nach eigenen Angaben der Firma waren 2025 in Deutschland bereits über 3160 Erzeuger registriert. 91 geöffnete sog. Schwärmereien (Standorte) in 11 Bundesländern. 229.000 registrierte Nutzer. 671 geöffnette Standorte des Netzwerkes in 7 europäischen Ländern.